# 多古町立多古第三小学校
多古町立多古第三小学校（たこちょうりつ たこだいさんしょうがっこう）は、千葉県香取郡多古町牛尾にあった公立小学校。

## 概要
多古町の南部に位置していた。

## 沿革
- 1876年（明治9年）10月 - 牛尾小学校創立。牛尾弁天社内に古寺を改修し、校地100坪に牛尾･船越村児童を収容する[1]。
- 1880年（明治13年）8月 - 船越小学校を分離する。船越村は山辺八郎左衛門宅地内に校地182坪･校舎30坪を新築し、一学級を設置する[1]。
- 1887年（明治20年）4月 - 牛尾2034の3番地に戸上尋常小学校を設置。牛尾･船越両小学校を統合し、二学級を設置する[1]。
- 1889年（明治22年）4月 - 牛尾・船越村が合併し、東條村へ[1]。
- 1899年（明治24年）4月 - 戸上小学校と改名する[1]。
- 1914年（大正3年）4月 - 高等科を設置し、東條尋常高等小学校と改称する（学級数7）[1]。
- 1941年（昭和16年）4月 - 東條村国民学校と改称する（学級数6）[1]。
- 1947年（昭和22年）4月 - 東條村東條小学校と改称する[1]。
- 1951年（昭和26年）
  - 4月 - 東條村が（旧）多古町と合併により多古町東條小学校と改称する（学級数6）[1]。
  - 6月 - 多古町立多古第三小学校と改称する[1]。
- 2006年（平成18年）3月 - 閉校記念式挙行。多古第一小学校と統合[1]。

## 学区
2023年現在は多古第一小学校の学区
- 船越・牛尾[3]

## 進学
- 多古町立多古中学校